# Mordellistena albocapillata
Mordellistena albocapillata là một loài bọ cánh cứng trong họ Mordellidae. Loài này được Ermisch miêu tả khoa học năm 1965.